# Erysimum caucasicum
Erysimum caucasicum är en korsblommig växtart som beskrevs av Ernst Rudolf von Trautvetter. Erysimum caucasicum ingår i släktet kårlar, och familjen korsblommiga växter. Inga underarter finns listade i Catalogue of Life.